# فيدران يوغوفيتش
فيدران يوغوفيتش (بالكرواتية: Vedran Jugović)‏ هو لاعب كرة قدم كرواتي في مركز الوسط، ولد في 31 يوليو 1989 في أوسييك في كرواتيا. لعب مع نادي أوسييك ونادي رييكا.

## وصلات خارجية
- فيدران يوغوفيتش على موقع دوري كوريا الجنوبية (الإنجليزية)
- فيدران يوغوفيتش على موقع قاعدة بيانات كرة القدم.إي يو (الإنجليزية)
- فيدران يوغوفيتش على موقع Soccerway.com (الإنجليزية)
- فيدران يوغوفيتش على موقع AS.com (الإسبانية)